# Јозеф Пилсудски
Јозеф Клеменс Пилсудски (пољ. Józef Klemens Piłsudski; Залавас, 5. децембар 1867 — Варшава, 12. мај 1935) је био пољски државник, маршал, први председник Пољске (1918—1922) и иницијатор рата против совјетске Русије (1920—1921).
Од Првог светског рата па све до своје смрти Пилсудски је имао пресудан утицај у спољној и унутрашњој политици Пољске, а био је и важна политичка личност у међуратној Европи. Сматра се заслужним за поновно стварање независне пољске државе, 123 године након поделе остатака Краљевине Пољске између суседних земаља.
Од младости је био заговорник пољске независности, а рано је постао утицајан члан (касније и вођа) Пољске социјалистичке партије. Главну претњу видео је у Руској Империји па је у почетку сарађивао с Немачком и Аустроугарском како би допринео руском поразу у рату; након тога се удаљио од Централних сила и сарађивао са западним силама Антанте. У Пољско-совјетском рату, као маршал, извојевао је победу и додатне територијалне добитке.
Од 1918. године до 1922. године био је начелник државе, након чега се накратко повукао из политике препуштајући власт политичким противницима. У политички живот се вратио 1926. године државним ударом, након којег је постао диктатор и два пута председник владе (1926—1928. и 1930). Од тада па до своје смрти бавио се првенствено војним и спољанополитичким питањима настојећи очувати пољску независност од могућих екпанзионистичких посезања Немачке и Совјетског Савеза. 1934. је склопио с Хитлером десетогодишњи пакт о сарадњи и ненападању. Био је на власти до смрти 1935. године.
Одликован је Краљевским орденом Карађорђеве звезде, у јулу 1922.